# Ronde van Spanje 2018/Startlijst
Dit artikel beschrijft de startlijst van de 73e Ronde van Spanje die op zaterdag 25 augustus 2018 van start ging in Málaga en op zondag 16 september eindigde in de hoofdstad Madrid. In totaal deden er 22 ploegen met elk acht renners mee aan de rittenkoers.

## Overzicht
Legenda truien/rugnummers
 = klassementleider
 = leider puntenklassement
 = leider bergklassement
 = leider combinatieklassement
 = eerste in ploegenklassement
 = strijdlustigste renner

### Bahrain-Merida
| rugnummer | renner              | prestaties deze ronde | opmerkingen                | eindklassering |
| --------- | ------------------- | --------------------- | -------------------------- | -------------- |
| 1         | Vincenzo Nibali     |                       |                            | 59             |
| 4         | Jon Izagirre        |                       |                            | 9              |
| 7         | Hermann Pernsteiner |                       | niet gestart in 18e etappe | DNF            |
| 3         | Gorka Izagirre      | 13e etappe            |                            | 29             |
| 2         | Iván García         |                       |                            | 99             |
| 6         | Franco Pellizotti   |                       |                            | 50             |
| 8         | Luka Pibernik       |                       |                            | 142            |
| 5         | Mark Padoen         |                       | opgave in 17e etappe       | DNF            |
|           | Team                | 12e-15e etappe        |                            | 2              |

### AG2R La Mondiale
| rugnummer | renner           | prestaties deze ronde | opmerkingen          | eindklassering |
| --------- | ---------------- | --------------------- | -------------------- | -------------- |
| 14        | Tony Gallopin    | Winnaar 7e etappe     |                      | 11             |
| 12        | Mikaël Cherel    |                       |                      | 97             |
| 16        | Alexandre Geniez | Winnaar 12e etappe    |                      | 90             |
| 15        | Ben Gastauer     |                       |                      | 36             |
| 11        | Hubert Dupont    |                       |                      | 26             |
| 13        | Julien Duval     |                       |                      | 157            |
| 17        | Alexis Gougeard  |                       | opgave in 11e etappe | DNF            |
| 18        | Nans Peters      |                       |                      | 72             |
|           | Team             |                       |                      | 8              |

### Lotto Soudal
| rugnummer | renner             | prestaties deze ronde    | opmerkingen                | eindklassering |
| --------- | ------------------ | ------------------------ | -------------------------- | -------------- |
| 62        | Sander Armée       |                          |                            | 73             |
| 61        | Tiesj Benoot       |                          |                            | 95             |
| 64        | Thomas De Gendt    | 12 etappe 17e-21e etappe |                            | 67             |
| 65        | Bjorg Lambrecht    |                          | niet gestart in 15e etappe | DNF            |
| 63        | Victor Campenaerts |                          |                            | 102            |
| 66        | Maxime Monfort     |                          |                            | 42             |
| 67        | Tosh Van der Sande |                          |                            | 114            |
| 68        | Jelle Wallays      | Winnaar 18e etappe       |                            | 143            |

### Astana Pro Team
| rugnummer | renner             | prestaties deze ronde | opmerkingen | eindklassering |
| --------- | ------------------ | --------------------- | ----------- | -------------- |
| 21        | Miguel Ángel López |                       |             | 3              |
| 24        | Omar Fraile        | 17e etappe            |             | 63             |
| 26        | Nikita Stalnov     |                       |             | 104            |
| 25        | Jan Hirt           |                       |             | 74             |
| 22        | Peio Bilbao        |                       |             | 27             |
| 23        | Dario Cataldo      |                       |             | 64             |
| 27        | Davide Villella    |                       |             | 48             |
| 28        | Andrej Zejts       |                       |             | 52             |
|           | Team               | 4e-9e etappe          |             |                |

### Team LottoNL-Jumbo
| rugnummer | renner            | prestaties deze ronde | opmerkingen | eindklassering |
| --------- | ----------------- | --------------------- | ----------- | -------------- |
| 132       | George Bennett    |                       |             | 35             |
| 138       | Danny van Poppel  |                       |             | 132            |
| 133       | Lars Boom         |                       |             | 153            |
| 134       | Floris De Tier    |                       |             | 41             |
| 131       | Steven Kruijswijk |                       |             | 4              |
| 135       | Sepp Kuss         |                       |             | 65             |
| 136       | Tom Leezer        |                       |             | 139            |
| 137       | Bert-Jan Lindeman |                       |             | 136            |
|           | Team              | 10e-11e etappe        |             |                |

### Movistar Team
| rugnummer | renner             | prestaties deze ronde                                               | opmerkingen | eindklassering |
| --------- | ------------------ | ------------------------------------------------------------------- | ----------- | -------------- |
| 81        | Nairo Quintana     |                                                                     |             | 8              |
| 88        | Alejandro Valverde | Winnaar 2e en 8e etappe 7e-9e etappe + 11e-21e etappe 5e-18e etappe |             | 5              |
| 82        | Andrey Amador      |                                                                     |             | 93             |
| 83        | Winner Anacona     |                                                                     |             | 69             |
| 84        | Daniele Bennati    |                                                                     |             | 133            |
| 85        | Richard Carapaz    |                                                                     |             | 18             |
| 87        | Nélson Oliveira    |                                                                     |             | 71             |
| 86        | Imanol Erviti      |                                                                     |             | 92             |
|           | Team               | 16e-21e etappe                                                      |             |                |

### BMC Racing Team
| rugnummer | renner               | prestaties deze ronde                        | opmerkingen                | eindklassering |
| --------- | -------------------- | -------------------------------------------- | -------------------------- | -------------- |
| 31        | Richie Porte         |                                              |                            | 84             |
| 37        | Dylan Teuns          |                                              |                            | 33             |
| 36        | Joey Rosskopf        |                                              |                            | 81             |
| 38        | Francisco Ventoso    |                                              |                            | 111            |
| 35        | Nicolas Roche        |                                              |                            | 40             |
| 34        | Rohan Dennis         | Winnaar 1e en 16e etappe 1e etappe 1e etappe | niet gestart in 17e etappe | DNF            |
| 33        | Alessandro De Marchi | Winnaar 11e etappe                           |                            | 76             |
| 32        | Brent Bookwalter     |                                              |                            | 66             |
|           | Team                 | 1e etappe                                    |                            |                |

### Mitchelton-Scott
| rugnummer | renner              | prestaties deze ronde                                     | opmerkingen | eindklassering |
| --------- | ------------------- | --------------------------------------------------------- | ----------- | -------------- |
| 71        | Simon Yates         | Winnaar 14e etappe 9e-11e + 14e-21e etappe 19e-21e etappe |             | 1              |
| 78        | Adam Yates          |                                                           |             | 45             |
| 72        | Michael Albasini    |                                                           |             | 118            |
| 73        | Alexander Edmondson |                                                           |             | 155            |
| 74        | Jack Haig           |                                                           |             | 19             |
| 75        | Damien Howson       |                                                           |             | 70             |
| 76        | Luka Mezgec         |                                                           |             | 141            |
| 77        | Matteo Trentin      |                                                           |             | 125            |

### BORA-hansgrohe
| rugnummer | renner              | prestaties deze ronde | opmerkingen                | eindklassering |
| --------- | ------------------- | --------------------- | -------------------------- | -------------- |
| 42        | Emanuel Buchmann    |                       |                            | 12             |
| 41        | Peter Sagan         | 10e etappe            |                            | 119            |
| 45        | Rafał Majka         |                       |                            | 13             |
| 44        | Davide Formolo      |                       |                            | 22             |
| 43        | Marcus Burghardt    |                       |                            | 149            |
| 46        | Jay McCarthy        |                       |                            | 91             |
| 47        | Lukas Pöstlberger   |                       | niet gestart in 19e etappe | DNF            |
| 48        | Michael Schwarzmann |                       |                            | 150            |

### Quick-Step Floors
| rugnummer | renner          | prestaties deze ronde         | opmerkingen          | eindklassering |
| --------- | --------------- | ----------------------------- | -------------------- | -------------- |
| 91        | Elia Viviani    | Winnaar 3e, 10e en 21e etappe |                      | 145            |
| 94        | Dries Devenyns  |                               |                      | 94             |
| 98        | Pieter Serry    |                               |                      | 88             |
| 93        | Laurens De Plus |                               | opgave in 19e etappe | DNF            |
| 96        | Michael Mørkøv  |                               |                      | 148            |
| 97        | Fabio Sabatini  |                               |                      | 152            |
| 95        | Enric Mas       | Winnaar 20e etappe            |                      | 2              |
| 92        | Kasper Asgreen  |                               |                      | 134            |

### Team Dimension Data
| rugnummer | renner                 | prestaties deze ronde   | opmerkingen | eindklassering |
| --------- | ---------------------- | ----------------------- | ----------- | -------------- |
| 101       | Louis Meintjes         |                         |             | 58             |
| 102       | Igor Antón             |                         |             | 44             |
| 107       | Merhawi Kudus          |                         |             | 31             |
| 104       | Amanuel Gebreigzabhier |                         |             | 37             |
| 108       | Johann van Zyl         |                         |             | 122            |
| 106       | Benjamin King          | Winnaar 4e en 9e etappe |             | 24             |
| 105       | Ryan Gibbons           |                         |             | 82             |
| 103       | Steve Cummings         |                         |             | 124            |

### Team Sky
| rugnummer | renner               | prestaties deze ronde                             | opmerkingen                | eindklassering |
| --------- | -------------------- | ------------------------------------------------- | -------------------------- | -------------- |
| 145       | Michał Kwiatkowski   | 2e-4e etappe 2e-6e etappe 2e-4e etappe 14e etappe |                            | 43             |
| 141       | David de la Cruz     |                                                   |                            | 15             |
| 142       | Jonathan Castroviejo | 19e etappe                                        |                            | 100            |
| 143       | Tao Geoghegan Hart   |                                                   |                            | 62             |
| 144       | Sergio Henao         |                                                   |                            | 28             |
| 146       | Salvatore Puccio     |                                                   |                            | 96             |
| 147       | Pavel Sivakov        |                                                   | opgave in 14e etappe       | DNF            |
| 148       | Dylan van Baarle     |                                                   | niet gestart in 14e etappe | DNF            |
|           | Team                 | 2e-3e etappe                                      |                            |                |

### EF Education First-Drapac
| rugnummer | renner              | prestaties deze ronde | opmerkingen | eindklassering |
| --------- | ------------------- | --------------------- | ----------- | -------------- |
| 111       | Rigoberto Urán      |                       |             | 7              |
| 118       | Michael Woods       | Winnaar 17e etappe    |             | 34             |
| 115       | Daniel Moreno       |                       |             | 38             |
| 116       | Pierre Rolland      |                       |             | 56             |
| 112       | Simon Clarke        | Winnaar 5e etappe     |             | 46             |
| 113       | Mitchell Docker     |                       |             | 151            |
| 117       | Tom Van Asbroeck    |                       |             | 87             |
| 114       | Sebastian Langeveld |                       |             | 128            |

### Team Sunweb
| rugnummer | renner              | prestaties deze ronde | opmerkingen                | eindklassering |
| --------- | ------------------- | --------------------- | -------------------------- | -------------- |
| 151       | Wilco Kelderman     |                       |                            | 10             |
| 156       | Mike Teunissen      |                       |                            | 109            |
| 157       | Martijn Tusveld     |                       |                            | 80             |
| 158       | Max Walscheid       |                       |                            | 156            |
| 153       | Simon Geschke       |                       | niet gestart in 18e etappe | DNF            |
| 152       | Johannes Fröhlinger |                       |                            | 115            |
| 154       | Jai Hindley         |                       |                            | 32             |
| 155       | Michael Storer      |                       |                            | 117            |

### Groupama-FDJ
| rugnummer | renner           | prestaties deze ronde     | opmerkingen       | eindklassering |
| --------- | ---------------- | ------------------------- | ----------------- | -------------- |
| 52        | Mickaël Delage   |                           |                   | 112            |
| 54        | Rudy Molard      | 5e-8e etappe              |                   | 14             |
| 51        | Thibaut Pinot    | Winnaar 15e en 19e etappe |                   | 6              |
| 56        | Marc Sarreau     |                           |                   | 131            |
| 57        | Benjamin Thomas  |                           |                   | 121            |
| 58        | Léo Vincent      |                           |                   | 77             |
| 53        | Georg Preidler   |                           | opgave 11e etappe | DNF            |
| 55        | Antoine Duchesne |                           |                   | 127            |

### Trek-Segafredo
| rugnummer | renner             | prestaties deze ronde | opmerkingen                | eindklassering |
| --------- | ------------------ | --------------------- | -------------------------- | -------------- |
| 161       | Bauke Mollema      | 5e, 11e en 15e etappe |                            | 30             |
| 167       | Giacomo Nizzolo    |                       |                            | 140            |
| 165       | Fabio Felline      |                       |                            | 61             |
| 164       | Nicola Conci       |                       | niet gestart in 16e etappe | DNF            |
| 162       | Gianluca Brambilla |                       |                            | 16             |
| 166       | Markel Irizar      |                       |                            | 130            |
| 168       | Kiel Reijnen       |                       |                            | 135            |
| 163       | Matthias Brändle   |                       |                            | 158            |

### Team Katjoesja Alpecin
| rugnummer | renner             | prestaties deze ronde | opmerkingen               | eindklassering |
| --------- | ------------------ | --------------------- | ------------------------- | -------------- |
| 122       | Ian Boswell        |                       |                           | 126            |
| 124       | Reto Hollenstein   |                       |                           | 55             |
| 125       | Pavel Kotsjetkov   |                       |                           | 53             |
| 126       | Maurits Lammertink |                       | niet gestart in 8e etappe | DNF            |
| 123       | José Gonçalves     |                       | opgave in 13e etappe      | DNF            |
| 127       | Tiago Machado      |                       |                           | 79             |
| 128       | Jhonatan Restrepo  |                       |                           | 105            |
| 121       | Ilnoer Zakarin     |                       |                           | 20             |

### UAE Team Emirates
| rugnummer | renner               | prestaties deze ronde | opmerkingen                | eindklassering |
| --------- | -------------------- | --------------------- | -------------------------- | -------------- |
| 171       | Fabio Aru            |                       |                            | 23             |
| 172       | Sven Erik Bystrøm    |                       |                            | 113            |
| 173       | Simone Consonni      |                       |                            | 147            |
| 174       | Valerio Conti        |                       |                            | 60             |
| 175       | Vegard Stake Laengen |                       |                            | 175            |
| 176       | Daniel Martin        |                       | niet gestart in 10e etappe | DNF            |
| 177       | Simone Petilli       |                       | opgave in 10e etappe       | DNF            |
| 178       | Edward Ravasi        |                       |                            | 39             |

### Cofidis, Solutions Crédits
| rugnummer | renner             | prestaties deze ronde         | opmerkingen          | eindklassering |
| --------- | ------------------ | ----------------------------- | -------------------- | -------------- |
| 201       | Nacer Bouhanni     | Winnaar 6e etappe             | opgave in 11e etappe | DNF            |
| 202       | Loïc Chetout       |                               |                      | 144            |
| 203       | Jesús Herrada      | 12e-13e etappe 20e etappe     |                      | 21             |
| 204       | José Herrada       |                               |                      | 57             |
| 205       | Mathias Le Turnier |                               |                      | 110            |
| 206       | Luis Ángel Maté    | 2e-16e etappe 2e en 4e etappe |                      | 106            |
| 207       | Stéphane Rossetto  |                               |                      | 54             |
| 208       | Kenneth Vanbilsen  |                               |                      | 137            |

### Caja Rural-Seguros RGA
| rugnummer | renner             | prestaties deze ronde | opmerkingen | eindklassering |
| --------- | ------------------ | --------------------- | ----------- | -------------- |
| 192       | Alex Aranburu      | 7e etappe             |             | 108            |
| 193       | Jonathan Lastra    |                       |             | 123            |
| 194       | Lluís Mas          | 9e etappe             |             | 47             |
| 195       | Antonio Molina     |                       |             | 120            |
| 191       | Sergio Pardilla    |                       |             | 49             |
| 196       | Cristian Rodríguez |                       |             | 25             |
| 197       | Nick Schultz       |                       |             | 75             |
| 198       | Nelson Soto        |                       |             | 154            |

### Burgos-BH
| rugnummer | renner         | prestaties deze ronde | opmerkingen          | eindklassering |
| --------- | -------------- | --------------------- | -------------------- | -------------- |
| 182       | Jetse Bol      | 18e etappe            |                      | 101            |
| 183       | Óscar Cabedo   |                       |                      | 86             |
| 184       | Jorge Cubero   | 6e en 8e etappe       |                      | 89             |
| 185       | Jesús Ezquerra | 10e etappe            |                      | 98             |
| 181       | José Mendes    |                       |                      | 83             |
| 187       | Diego Rubio    |                       |                      | 138            |
| 186       | Jordi Simón    | 3e etappe             | opgave in 17e etappe | DNF            |
| 188       | Pablo Torres   |                       |                      | 129            |

### Euskadi Basque Country-Murias
| rugnummer | renner          | prestaties deze ronde | opmerkingen | eindklassering |
| --------- | --------------- | --------------------- | ----------- | -------------- |
| 212       | Jon Aberasturi  |                       |             | 146            |
| 213       | Aritz Bagües    |                       |             | 78             |
| 214       | Mikel Bizkarra  |                       |             | 17             |
| 215       | Garikoitz Bravo |                       |             | 116            |
| 216       | Mikel Iturria   |                       |             | 103            |
| 211       | Eduard Prades   |                       |             | 68             |
| 217       | Óscar Rodríguez | Winnaar 13e etappe    |             | 51             |
| 218       | Héctor Sáez     |                       |             | 85             |

## Deelnemers per land
| Deelnemers | Land                                                                                      |
| ---------- | ----------------------------------------------------------------------------------------- |
| 37         | Spanje                                                                                    |
| 19         | Italië                                                                                    |
| 18         | Frankrijk                                                                                 |
| 15         | België                                                                                    |
| 13         | Nederland                                                                                 |
| 11         | Australië                                                                                 |
| 7          | Colombia                                                                                  |
| 6          | Duitsland, Verenigde Staten                                                               |
| 5          | Oostenrijk                                                                                |
| 4          | Portugal, Verenigd Koninkrijk                                                             |
| 3          | Rusland, Zuid-Afrika                                                                      |
| 2          | Canada, Denemarken, Eritrea, Ierland, Kazachstan, Noorwegen, Polen, Slovenië, Zwitserland |
| 1          | Costa Rica, Ecuador, Luxemburg, Nieuw-Zeeland, Oekraïne, Slowakije, Tsjechië              |

1e etappe ·
2e etappe ·
3e etappe ·
4e etappe ·
5e etappe ·
6e etappe ·
7e etappe ·
8e etappe ·
9e etappe ·
10e etappe ·
11e etappe ·
12e etappe ·
13e etappe ·
14e etappe ·
15e etappe ·
16e etappe ·
17e etappe ·
18e etappe ·
19e etappe ·
20e etappe ·
21e etappe
Startlijst · Eindstanden · Afbeeldingen